# Wolha Chudsenka
Wolha Sjarhejeuna Chudsenka (belarussisch Вольга Сяргееўна Худзенка; englisch Volha Khudzenka; * 12. Mai 1992 in Chojniki) ist eine belarussische Kanutin.

## Karriere
Wolha Chudsenka sicherte sich 2011 ihren ersten internationalen Medaillengewinn, als ihr bei den Europameisterschaften in Belgrad sogleich der Titelgewinn im Vierer-Kajak über 500 Meter gelang. Zudem gewann sie im Zweier-Kajak auf der 200-Meter-Distanz Bronze. Die Weltmeisterschaften in Szeged schloss sie im Vierer-Kajak auf der 500-Meter-Strecke auf dem dritten Platz ab. In Zagreb folgten 2012 bei der Europameisterschaft zweite Plätze im Zweier-Kajak über 200 und über 500 Meter sowie im Vierer-Kajak über 500 Meter.
Chudsenka gab im selben Jahr ihr Olympiadebüt in London, wo sie in zwei Wettkämpfen antrat. Mit Maryna Litwintschuk erreichte sie im Zweier-Kajak das Halbfinale. Als Fünfte verpassten sie zwar das A-Finale knapp, schlossen das B-Finale aber auf dem ersten Platz und damit den Wettbewerb auf dem neunten Gesamtplatz ab. Der Wettkampf im Vierer-Kajak verlief wesentlich erfolgreicher. Zwar misslang die direkte Finalqualifikation, über das Halbfinale schafften Chudsenka, Maryna Litwintschuk, Iryna Pamjalowa und Nadseja Papok aber letztlich doch den Einzug in den Endlauf. In 1:31,4 Minuten überquerten sie hinter Ungarn und Deutschland als drittschnellste Mannschaft die Ziellinie, womit sich die vier Belarussinnen die Bronzemedaille sicherten.
2013 gewann Chudsenka im Vierer-Kajak auf der 500-Meter-Strecke auch bei den Weltmeisterschaften in Duisburg und den Europameisterschaften in Montemor-o-Velho jeweils Bronze. Insgesamt drei Goldmedaillen sicherte sie sich dagegen im selben Jahr bei der Sommer-Universiade in Kasan. Im Folgejahr gelangen ihr bei den Weltmeisterschaften 2014 in Moskau zwei Medaillengewinne. Auch bei diesen Wettkämpfen schloss sie das Rennen im Vierer-Kajak über 500 Meter auf dem dritten Platz ab und belegte außerdem mit der 4-mal-200-Meter-Staffel im Einer-Kajak den dritten Rang. Im Vierer-Kajak wurde Chudsenka über 500 Meter 2015 in Mailand sowohl Weltmeisterin als auch in Račice u Štětí Europameisterin. Ein Jahr darauf sie in derselben Disziplin bei den Europameisterschaften in Moskau Zweite.
Bei den Olympischen Spielen in Rio de Janeiro trat Chudsenka im Gegensatz zu 2012 nur in einem Wettbewerb an. Mit Marharyta Machnewa, Nadseja Ljapeschka und Maryna Litwintschuk gewann sie im Vierer-Kajak zunächst ihren Vorlauf und zog direkt in den Endlauf ein. Dort kam es auf den ersten drei Plätzen zu einer Wiederholung der Ergebnisse von 2012: Ungarn gewann erneut die Goldmedaille vor Deutschland, während für die Belarussinnen nach einer Laufzeit von 1:36,908 Minuten der Gewinn der Bronzemedaille blieb.
2017 sicherte sich Chudsenka im Einer-Kajak bei den Europameisterschaften in Plowdiw die Silbermedaille über 500 Meter. In dieser Disziplin wurde sie in Račice im selben Jahr zudem Weltmeisterin. Während sie 2018 bei den Europameisterschaften in Belgrad ihren zweiten Platz aus dem Vorjahr wiederholen konnte, misslang ihr bei den Weltmeisterschaften in Montemor-o-Velho der erneute Titelgewinn, sicherte sich aber zumindest die Bronzemedaille. Das Jahr 2019 verlief sehr erfolgreich. In Szeged wurde sie im Zweier-Kajak sowohl über 200 als auch über 500 Meter jeweils Weltmeisterin, darüber hinaus schloss sie die Wettkämpfe im Vierer-Kajak über 500 Meter und im Einer-Kajak über 500 Meter jeweils auf dem zweiten Platz ab. Fast dieselbe Medaillenbilanz erzielte sie im selben Jahr bei den Europaspielen in Baku. Sie sicherte sich die Goldmedaillen im Einer-Kajak über 500 Meter und im Zweier-Kajak über 500 Meter, gewann im Vierer-Kajak auf der 500-Meter-Distanz die Silbermedaille und belegte im Zweier-Kajak auf der 200-Meter-Strecke den dritten Rang.